# Hassan Ali Khayre
Hassan Ali Khayre (Somalisch: Xasan Cali Khayre, Arabisch: حسن علي خيري; geboren 1968), algemeen bekend als Hassan Khaire, is een Somalisch-Noorse activist, manager en politicus. Tussen maart 2017 en juli 2020 was hij premier van Somalië onder het presidentschap van Mohamed Abdullahi Mohamed.
Khaire is een voormalige manager in de olieindustrie. Hij was regionaal directeur van de liefdadigheidsinstelling Norwegian Refugee Council en was directeur van de Britse oliemaatschappij Soma Oil and Gas. Op 23 februari 2017 werd hij door de Somalische president Mohamed Abdullahi Mohamed benoemd tot premier. Zijn benoeming werd op 1 maart 2017 unaniem goedgekeurd door het parlement. Ruim drie jaar later, op 25 juli 2020, werd Khaire na een motie van wantrouwen uit zijn ambt gezet. Hij bestreed de legitimiteit van zijn afzetting, maar accepteerde deze wel om verdere onrust te voorkomen.